# Гранма (провінція)
Гранма (ісп. Provincia de Granma) — провінція Куби з центром у місті Баямо. Розташована на південному сході країни. Інші міста Мансанільйо (порт затоки Гуаканаябо) та Пілон.

## Історія
Провінція отримала свою назву на честь яхти «Гранма», з борту якої в 1956 році на берег Куби висадилися 82 революціонера на чолі з Фіделем Кастро та Ернесто Че Геварою.
На цій землі в 1819 році народився один з лідерів боротьби за незалежність Куби Карлос Мануель де Сеспедес, в 1868 році почалася десятирічна війна з іспанськими колонізаторами, тут вперше прозвучала «La Bayamesa», що стала національним гімном країни, і 19 травня 1895 року поліг у бою національний герой Куби Хосе Марті.

## Муніципалітети
| Муніципалітет  | Населення (2004) | Площа (км²) | Розташування                                                          | Примітки          |
| -------------- | ---------------- | ----------- | --------------------------------------------------------------------- | ----------------- |
| Барталоме-Масо | 53 024           | 629         | 20°10′7″ пн. ш. 76°56′33″ зх. д. / 20.16861° пн. ш. 76.94250° зх. д.  |                   |
| Баямо          | 222 118          | 918         | 20°22′54″ пн. ш. 76°38′33″ зх. д. / 20.38167° пн. ш. 76.64250° зх. д. | Столиця провінції |
| Буей-Арріба    | 31 327           | 452         | 20°10′25″ пн. ш. 76°44′57″ зх. д. / 20.17361° пн. ш. 76.74917° зх. д. |                   |
| Кампечуела     | 46 092           | 577         | 20°14′0″ пн. ш. 77°16′44″ зх. д. / 20.23333° пн. ш. 77.27889° зх. д.  |                   |
| Кауто Крісто   | 21 159           | 550         | 20°33′44″ пн. ш. 76°28′10″ зх. д. / 20.56222° пн. ш. 76.46944° зх. д. |                   |
| Гуіса          | 50 923           | 596         | 20°15′40″ пн. ш. 76°32′17″ зх. д. / 20.26111° пн. ш. 76.53806° зх. д. |                   |
| Хігуагі        | 60320            | 646         | 20°22′24″ пн. ш. 76°25′20″ зх. д. / 20.37333° пн. ш. 76.42222° зх. д. |                   |
| Мансанільйо    | 130789           | 498         | 20°20′23″ пн. ш. 77°06′31″ зх. д. / 20.33972° пн. ш. 77.10861° зх. д. |                   |
| Медіа-Луна     | 35330            | 76          | 20°08′40″ пн. ш. 77°26′10″ зх. д. / 20.14444° пн. ш. 77.43611° зх. д. |                   |
| Нікеро         | 41 252           | 582         | 20°02′50″ пн. ш. 77°34′41″ зх. д. / 20.04722° пн. ш. 77.57806° зх. д. |                   |
| Пілон          | 29 751           | 462         | 19°54′20″ пн. ш. 77°19′15″ зх. д. / 19.90556° пн. ш. 77.32083° зх. д. |                   |
| Ріо-Кауто      | 47 833           | 1 500       | 20°33′50″ пн. ш. 76°55′2″ зх. д. / 20.56389° пн. ш. 76.91722° зх. д.  |                   |
| Яра            | 59 415           | 576         | 20°16′37″ пн. ш. 76°56′49″ зх. д. / 20.27694° пн. ш. 76.94694° зх. д. |                   |

Джерело: перепис населення 2004 року. Площа від  муніципального перерозподілу 1976 року.

## Демографія
У 2004 році, населення провінції Гранма становило 829,333 осіб. З загальною площею 8,375.49 км², щільність населення 99.0 ос./км².

## Релігія
- Баямо-Мансанільйоська діоцезія Католицької церкви.

## Пам'ятки
На території провінції знаходиться національний парк Десембарко-дель-Гранма, оголошений ЮНЕСКО природним ландшафтом - надбанням людства, і національний парк Туркино.
Головний туристичний район провінції - пляж Мареа-дель-Портільо на березі Карибського моря в затоці Гуаканаябо.